# 过惕生
过惕生（1907年—1989年），中国围棋棋手，安徽省歙县人，著名古代棋手过百龄后裔。
过惕生与其兄过旭初同学棋于父，1926年于上海出山，后定居北京，与刘棣怀并称为“南刘北过”。
中华人民共和国成立后任北京棋院副院长，1957年、1962年两次获得全国冠军，1964年被授予五段，这是当时中国的最高段位。

## 弟子
罗建文、聂卫平是过惕生弟子。